# University Park (Nou Mèxic)
University Park és una concentració de població designada pel cens dels Estats Units a l'estat de Nou Mèxic. Segons el cens del 2000 tenia 2.732 habitants.

## Demografia
Segons el cens del 2000, University Park tenia 2.732 habitants, 417 habitatges, i 351 famílies. La densitat de població era de 671,9 habitants per km².
Dels 417 habitatges en un 64,3% hi vivien nens de menys de 18 anys, en un 56,8% hi vivien parelles casades, en un 24% dones solteres, i en un 15,8% no eren unitats familiars. En el 12,9% dels habitatges hi vivien persones soles el 12,9% de les quals corresponia a persones de 65 anys o més que vivien soles. El nombre mitjà de persones vivint en cada habitatge era de 2,82 i el nombre mitjà de persones que vivien en cada família era de 3,08.
Per edats la població es repartia de la següent manera: un 16,5% tenia menys de 18 anys, un 63,2% entre 18 i 24, un 17,9% entre 25 i 44, un 2,3% de 45 a 60 i un 0,1% 65 anys o més.
L'edat mediana era de 20 anys. Per cada 100 dones de 18 o més anys hi havia 86,3 homes.
La renda mediana per habitatge era de 13.045 $ i la renda mediana per família de 13.365 $. Els homes tenien una renda mediana de 16.500 $ mentre que les dones 18.750 $. La renda per capita de la població era de 4.152 $. Aproximadament el 56,4% de les famílies i el 53,1% de la població estaven per davall del llindar de pobresa.

## Poblacions més properes
El següent diagrama mostra les poblacions més properes.